# マユリカ
マユリカは、吉本興業（東京本社）所属のお笑いコンビ。2011年結成。NSC大阪校33期生。M-1グランプリ2023・2024ファイナリスト。

## メンバー
中谷（なかたに、1989年10月23日 - ）（35歳）
ツッコミ担当、立ち位置は向かって右。
本名、中谷 祐太（なかたに ゆうた）。
身長171 cm、体重90 kg。血液型A型。
兵庫県神戸市西区井吹台東町出身。淳心学院中学校・高等学校卒業、神戸芸術工科大学中退。
特技は絵を描くこと、口笛、バク転、バク宙、ブラインドタッチ。
元漫画家。学生時代は「体操小僧」というハンドルネームでイラストサイトを運営し、漫画を掲載していた。22歳で小学館の新人コミック大賞において佳作を受賞。
野村尚平（元令和喜多みな実）が主宰の劇団『コケコッコー』に所属していた。
同期のkento fukayaプロデュースの芸人アイドルグループ「ZiDol」としても活動。
家には中谷の誕生日に阪本がプレゼントしたラブドールがいる。当初は茸山きのこと名前をつけていたが、うなげろりんのラスト陰陽師こと橋本京明がゲストで呼ばれた回で川島さゆりという女性の霊の魂が入っていることが判明した。さゆりによると猫の霊も家にいるらしい。
LOVOTのクリちゃんを家に迎えた。

阪本（さかもと、1990年1月7日 - ）（35歳）
ボケ・ネタ作り担当、立ち位置は向かって左。
本名、阪本 匠伍（さかもと しょうご）。
身長175 cm、体重75 kg。血液型A型。
兵庫県神戸市西区井吹台東町出身。神戸学院大学中退。
趣味は、映画鑑賞、ギャンブル、お酒。特技は、遠投。好物は、刺身。
モーニング娘。のメンバーである野中美希のファン。
"ジンジャーエール阪本"名義でバンド『ジュースごくごく倶楽部』のボーカルと語りを務め、作詞もしている。
漫画『クレヨンしんちゃん』が好き。
ファンから貰ったお風呂に浮かべるピンクのアヒルのおもちゃを大量の黄色いアヒルのおもちゃで囲み、バチェロレッテのようにして楽しんでいる。
2024年12月28日、同年11月に一般女性と結婚したことを『マユリカのうなげろりん!!』の番組内で発表。また、2025年6月7日配信の同番組で第1子となる男児が誕生したことを報告。

## 概要
2人は3歳からの幼馴染で、小学校4年生の時にクラスのお楽しみ会で、もう1人の同級生を含めたトリオで初めてコントをした。中学校からは阪本は地元の公立、中谷は私立に進学して別れることになるが、高校の同級生（後にNSCに32期生として入るが引退）の影響でお笑いにハマった阪本が大学1年時に中谷へ声をかけてコンビを結成した。コンビ名は、阪本の妹の名前「マユ」と中谷の妹の名前「ユリカ」を合わせたもの。
井吹台に由来する「いぶき」というコンビ名で吉本興業のオーディションライブを1年間受けるも合格せず、NSCに入る。
2018年のM-1グランプリで準決勝まで初進出するも、2019年に中谷の度重なる遅刻が原因で謹慎処分となっていた。2019年2月、謹慎処分は解かれたが中谷が喉を手術したため声が出にくくなる。
2020年、ytv漫才新人賞決定戦（読売テレビ）の予選を勝ち抜き決勝進出予定だったが、新型コロナウイルス陽性者との濃厚接触の疑いで棄権。後日、保健所の判断で濃厚接触者に該当せず。
2023年3月31日をもってよしもと漫才劇場を卒業し、同年4月より活動拠点を東京に移した。
2023年のM-1グランプリで3年連続4回目の準決勝を突破し、初の決勝進出を決めた。12月24日の決勝は4位で終わる。キャッチフレーズは「ずっとキモダチ」。翌年、準決勝敗退で、敗者復活戦にまわり、インディアンスを5-4（1回目 2-2、2回目 3-2）で破り、2年連続2回目の決勝進出を決めた。しかし、敗者復活組として挑んだ決勝は4組目に登場するも、820点で前回大会準優勝のヤーレンズに5点及ばず、1stステージで姿を消した。
2024年4月、在京局でのレギュラー番組として、『マユリカとおねだりフルーツジッパー』（テレビ朝日）と『お笑い4コマパーティー ロロロロ』（中京テレビ制作・日本テレビ系）がスタート。前者は翌2025年3月まで、後者は2024年9月まで放送された。

## 芸風
主にコント漫才。定番のつかみとして阪本が小走りでマイクの前まで来るが、これは見た目だけだと中谷がボケだと思われるため、阪本がボケであることを客席に伝える目的がある。冒頭で設定を説明し、そのシチュエーションを再現する。阪本の低く暗いボケに対し、中谷がハイトーンボイスで激しくツッコむ。

## 出囃子
L'luvia 「スキスキ♡マイガール」

## 出演

### テレビ

#### 現在の出演番組
- ラヴィット!（TBSテレビ、2022年1月12日 - ）- 不定期出演[29]
- 見取り図じゃん（テレビ朝日、2023年5月30日 - ）- 不定期出演
- 開演まで30秒!THEパニックGP（日本テレビ、2024年7月22日 - ）- 不定期出演

#### 過去の出演番組
- お笑い4コマパーティー ロロロロ（中京テレビ、2024年4月4日 - 9月26日）
- マユリカとおねだりフルーツジッパー（テレビ朝日、2024年4月4日 - 2025年3月27日）
- マユリカのずっとキュンダチ～友情深める男4旅～（テレビ朝日、2024年5月7日 - 5月28日）

### ラジオ
- WEST SIDE JUNK LAUGH（YES-fm、2019年4月2日 - 4月30日）
- ずっとマユリカでいいのに!!!（朝日放送ラジオ、2020年2月16日）
- マユリカのうなされながら見た夢のあとで!（ラジオ関西、2020年4月25日 - 2022年2月25日） - 3ヶ月に1回第4週金曜日
- マユリカのうなげろりん!!（ラジオ関西Podcast、2021年7月10日 - ） - 毎週土曜日
- マユリカのオールナイトニッポンX（ニッポン放送、2022年8月11日〈10日深夜〉）[30]
- MBSヤングタウンNEXT（MBSラジオ、2022年11月2日 - 2023年3月29日[31]） - 水曜パーソナリティ[32]

### ミュージカル・舞台
- 七里、山越えて（2023年9月18日、紀伊國屋サザンシアター TAKASHIMAYA） - 中谷のみ。脚本、演出、出演、作曲を中谷が担当[33]
- BOOK ACT Z 2025「芸人交換日記」（2025年5月10日 - 13日、ヒューリックホール東京） - 中谷のみ[34]

### 映画
- 劇場版 ほんとうにあった怖い話〜変な間取り〜「エピソード2：話し相手」（NSW、2024年8月9日公開予定） - 主演・亮太 役（阪本）[35]

### 吹き替え
- 星つなぎのエリオ（ウォルト・ディズニー・ジャパン、2025年8月1日） - メルマック 役（中谷）[36]

### MV
- THEラブ人間『太陽の光線』[37]
- ORANGE RANGE『イケナイ太陽（令和ver）』（2025年7月2日）

### CM
- 日本コカ・コーラ「やかんの麦茶」（2024年7月18日）- Web、中谷のみ
- 宝くじ「年末ジャンボ宝くじ」（2024年11月20日 - ）- Web
- 吉本興業「FANYリワード」（2025年4月21日 - ）- Web
- 日本マクドナルド「マックのお菓子スイーツ」（2025年7月4日 - ）- Web

## 賞レース成績

### M-1グランプリ
| 年度（回）       | 結果         | エントリー No. | 会場                         | 日程     | 備考                                   |
| ---------------- | ------------ | -------------- | ---------------------------- | -------- | -------------------------------------- |
| 2010年（第10回） | 2回戦進出    | 24             | 【大阪】HEP HALL             | 10月30日 | NSC時代に出場                          |
| 2015年（第11回） | 準々決勝進出 | 1164           | 【大阪】なんばグランド花月   | 11月5日  |                                        |
| 2016年（第12回） | 準々決勝進出 | 228            | 【大阪】なんばグランド花月   | 11月7日  |                                        |
| 2017年（第13回） | 準々決勝進出 | 1360           | 【大阪】メルパルクホール大阪 | 11月2日  |                                        |
| 2018年（第14回） | 準決勝進出   | 334            | 【東京】NEW PIER HALL        | 11月15日 | 予選25位、敗者復活戦16位               |
| 2019年（第15回） | 準々決勝進出 | 1694           | 【大阪】なんばグランド花月   | 11月18日 |                                        |
| 2020年（第16回） | 準々決勝進出 | 938            | 【東京】NEW PIER HALL        | 11月17日 | 特例シード                             |
| 2021年（第17回） | 準決勝進出   | 4284           | 【東京】NEW PIER HALL        | 12月2日  | 敗者復活戦6位                          |
| 2022年（第18回） | 準決勝進出   | 4536           | 【東京】NEW PIER HALL        | 11月30日 | 敗者復活戦5位                          |
| 2023年（第19回） | 決勝4位      | 2617           | 【東京】テレビ朝日           | 12月24日 | 決勝キャッチフレーズ「ずっとキモダチ」 |
| 2024年（第20回） | 決勝7位      | 67             | 【東京】テレビ朝日           | 12月22日 | 敗者復活戦勝者                         |

### キングオブコント
| 年度（回）       | 結果         |
| ---------------- | ------------ |
| 2012年（第5回）  | 1回戦敗退    |
| 2013年（第6回）  | 1回戦敗退    |
| 2014年（第7回）  | 2回戦進出    |
| 2015年（第8回）  | 2回戦進出    |
| 2016年（第9回）  | 2回戦進出    |
| 2017年（第10回） | 準々決勝進出 |
| 2018年（第11回） | 準々決勝進出 |
| 2019年（第12回） | 準々決勝進出 |
| 2020年（第13回） | 1回戦敗退    |
| 2021年（第14回） | 準々決勝進出 |

### ytv漫才新人賞
| 回（年）              | 結果       | 備考                                     |
| --------------------- | ---------- | ---------------------------------------- |
| 第7回（2017-2018年）  | 決定戦5位  | ROUND1 1位通過                           |
| 第8回（2018-2019年）  | 選考会敗退 | ROUND2 8位                               |
| 第9回（2019-2020年）  | 決定戦棄権 | ROUND3 2位通過、濃厚接触の疑いにより棄権 |
| 第10回（2020-2021年） | 決定戦3位  | ROUND1 1位通過                           |

### その他
- 2013年 R-1ぐらんぷり 準決勝進出（中谷）
- 2017年 第2回上方漫才協会大賞 新人賞[43]
- 2021年 オールザッツ漫才2021 準優勝
- 2022年 第7回上方漫才協会大賞 文芸部門賞
- 2024年 第4回ムゲンダイチャンピオンシップ 優勝[44]

## 単独ライブ
2014年
- 3月7日 「マユリカの30分」（5upよしもと）
- 6月26日 「マユリカの30分」（5upよしもと）
- 7月23日 「マユリカの30分」（5upよしもと）
- 8月27日 「マユリカの30分」（5upよしもと）
- 9月29日 「マユリカの30分」（5upよしもと）
- 11月9日 「マユリカの30分」（5upよしもと）

2015年
- 8月24日 「ヌード オブ マユリカ」（道頓堀ZAZA HOUSE）

2016年
- 12月10日 「も〜っとマユリカ!!デストロイッ!!!」（よしもと漫才劇場）

2018年
- 2月4日 「ラッキー!マユリカ!!ちっちゃくって!!!」（よしもと漫才劇場）

2019年
- 6月21日「遅れやがって!マユリカ‼︎絶対に許さないっ!!!」（よしもと漫才劇場）
- 12月10日「ダメよ!マユリカ!!まずはあいさつよ!!!」（ヨシモト∞ホール）- 東京初単独ライブ

2020年
- 4月26日「ごめんね!マユリカ!!それっぽい理由がほしいの!!!」（よしもと漫才劇場、休演）
- 11月6日「いっちょあがり!マユリカ!!あの子のウソ泣き見破り完了!!!」（よしもと漫才劇場）

2021年
- 12月4日「カフェイン!マユリカ!!ギラギラ光ってなんぼでしょ!!?」（よしもと漫才劇場）

2022年
- 5月8日「立つのよ!マユリカ!!湧き出るパワーの化学式!!!」（紀伊國屋サザンシアター TAKASHIMAYA）- ベストネタ単独ライブ

2023年
- 7月19日「古民家マユリカ〜古き良きならあの頃の〜」(ルミネtheよしもと)

2024年
- 8月10日「約束だからよぉ…！マユリカ‼スケスケバンバンバンッ！」(ルミネtheよしもと)